# فرودگاه آرتور ان. نوا
فرودگاه آرتور ان. نوا (به انگلیسی: Arthur N. Neu Airport) یک فرودگاه همگانی بهره‌برداری هوایی با کد یاتا CIN است که یک باند فرود بتن دارد و طول باند آن ۱۶۷۶ متر است. این فرودگاه در کشور ایالات متحده آمریکا قرار دارد و در ارتفاع ۳۶۷ متری از سطح دریا واقع شده‌است.